# Curva a raggio variabile

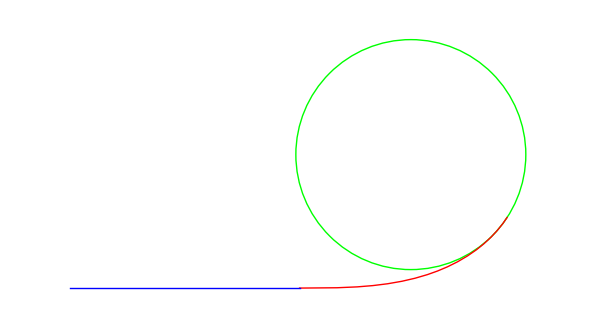
Esempio di una curva di transizione a raggio variabile (in rosso) da un tratto rettilineo (in blu) a un tratto a curvatura costante (in verde).

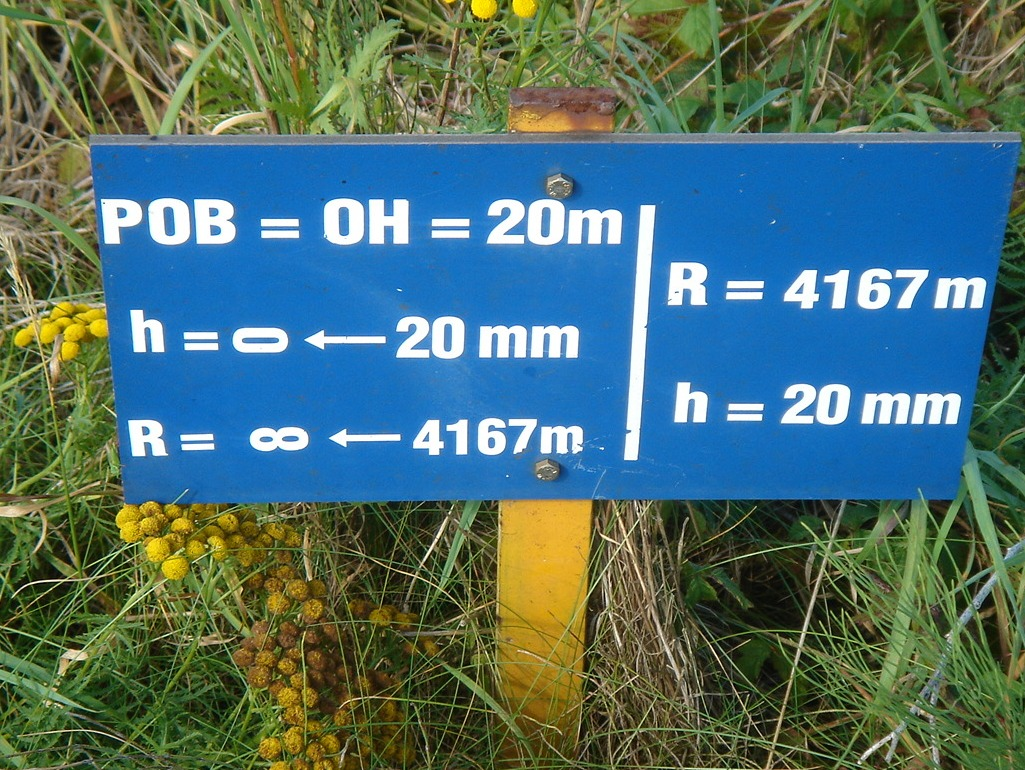
Questo segnale ferroviario, tra Gand e Bruges, indica l'inizio di una curva di raccordo. POB indica che, in questo caso, l'utilizzo di un raccordo parabolico: il raggio di curvatura passa da infinito a 4167 metri, con una sopraelevazione ferroviaria che passa da 0 a 20 mm.

Si dice a raggio variabile una curva conformata in modo tale da permettere la transizione continua dal raggio di curvatura infinito (curvatura nulla) che caratterizza il tratto rettilineo, fino al valore (finito) del raggio della tratto di curva circolare: il problema che si pone è quello di evitare la discontinuità nel passaggio del raggio di curvatura dall'uno all'altro dei due valori, che si ripercuote in una dannosa discontinuità dell'accelerazione centripeta. Il problema è di interesse per questioni connesse alla sicurezza stradale e ferroviaria.
Al disegno della curva è affidato anche il compito di introdurre gradualmente la sopraelevazione ferroviaria o stradale, vale a dire il sollevamento del margine esterno del profilo della curva, utilizzato per creare una pendenza verso l'interno che contrasti gli effetti dell'accelerazione centrifuga sui veicoli in moto.

## Matematica e fisica delle curve di transizione
Per comprendere meglio la natura del fenomeno si può prendere ad esempio il semplice caso di un mezzo che percorra a velocità di modulo costante un rettilineo (cosiddetto moto rettilineo uniforme), al termine del quale sia presente una curva circolare da percorrere anch'essa a velocità costante in modulo (cosiddetto moto circolare uniforme): nel punto di raccordo fra i due tratti si avrà il passaggio istantaneo da un'accelerazione centripeta nulla (tratto rettilineo) a un'accelerazione centripeta di valore (costante) diverso da zero(tratto circolare). In questo caso, l'accelerazione passerà istantaneamente da zero a un valore il cui modulo è pari a v2/r, in cui r indica il raggio della curva (costante, in questo esempio) e v il valore scalare della velocità (anch'essa supposta costante in modulo). 
La ragione matematica profonda che permette all'accelerazione di presentare delle discontinuità risiede nel fatto che le equazioni del moto, in base alle leggi di Newton, si ottengono come soluzioni di equazioni differenziali del secondo ordine. Non è assicurata quindi l'esistenza di una derivata della legge oraria del moto di ordine superiore al secondo, che sarebbe in grado di garantire, a fortiori, la continuità dell'accelerazione.  
Per evitare la discontinuità del raggio, lo strumento teorico utilizzato allo scopo è costituito dalle spirali di Eulero, cioè quelle curve la cui curvatura è una funzione lineare della lunghezza d'arco: un esempio molto comune è fornito dalla clotoide. Altri esempi sono la parabola cubica e la lemniscata. Nella pratica, si utilizzano anche altre curve che costituiscono approssimazioni empiriche o interpolazioni delle vere spirali.

## Effetti della discontinuità del raggio di curvatura
La discontinuità nell'accelerazione centripeta può avere ripercussioni negative sulla tenuta meccanica dei veicoli ferroviari: tali effetti indesiderati vengono a volte sperimentati nei bruschi contraccolpi che si avvertono, durante un viaggio ferroviario, nei passaggi veloci in zone in cui sono presenti scambi ferroviari. Il fenomeno può essere particolarmente evidente qualora ci si trovi nella zona di passaggio tra due vagoni. 
Nel caso della guida stradale, l'uso di una curva a raggio variabile permette al guidatore di impostare gradualmente la curva. Nell'ingegneria stradale il problema non è dovuto al contraccolpo, ma a una dispersione statistica delle traiettorie dei veicoli che impostano la curva. La variazione istantanea di curvatura, infatti, dovrebbe essere affrontata con una sterzata istantanea, ciò ovviamente è impossibile, poiché l'esecuzione di ogni movimento richiede un certo lasso di tempo e, inoltre, l'utente non si rende conto immediatamente del tipo di geometria stradale che sta affrontando. Ne consegue la possibilità che il guidatore scelga traiettorie alternative che possono determinare problemi per la sicurezza stradale.